# Haploolophus rubicunda
Haploolophus rubicunda är en fjärilsart som beskrevs av Walker 1857. Haploolophus rubicunda ingår i släktet Haploolophus och familjen nattflyn. Inga underarter finns listade i Catalogue of Life.